# Hubert Weiger

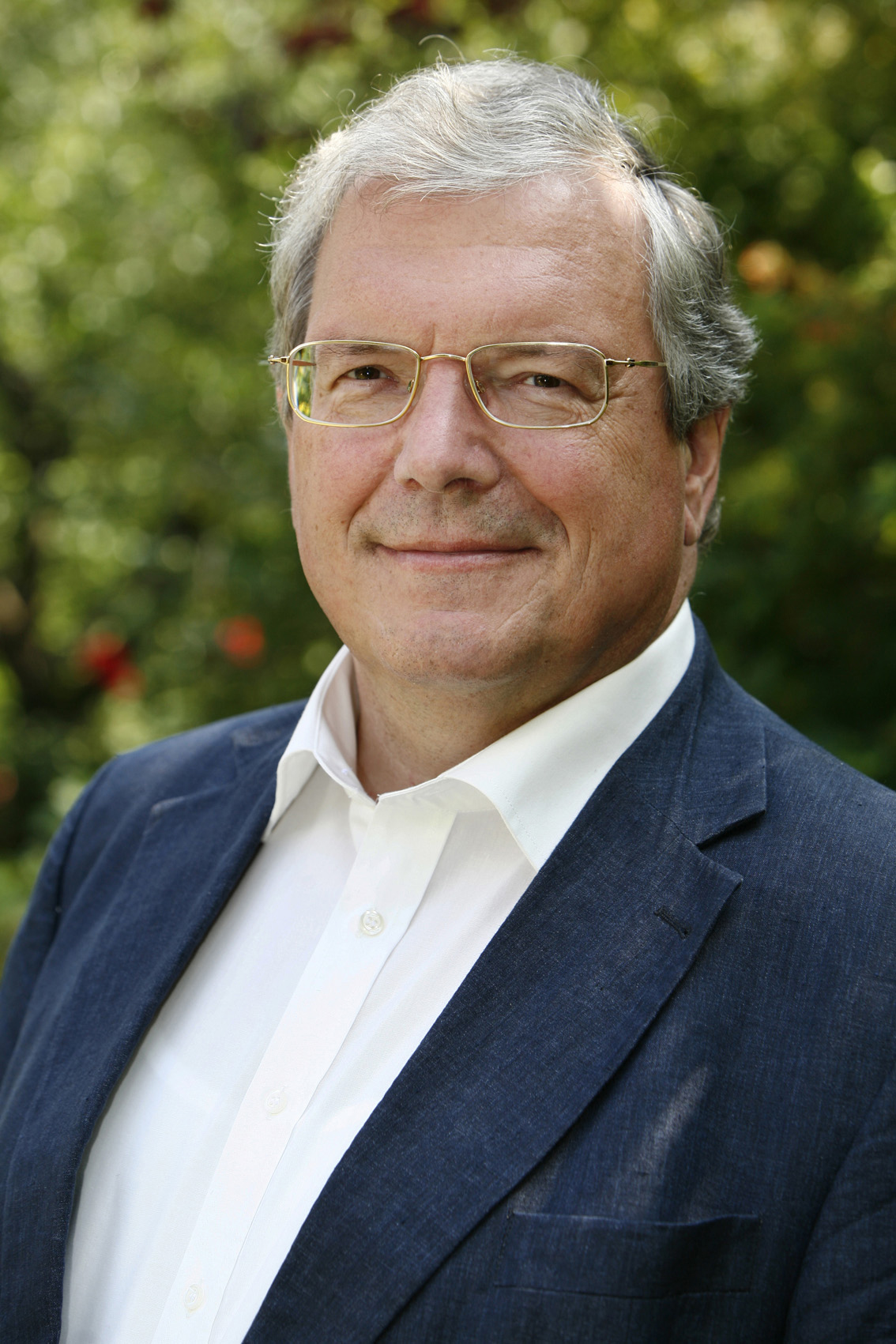
Hubert Weiger, 2009

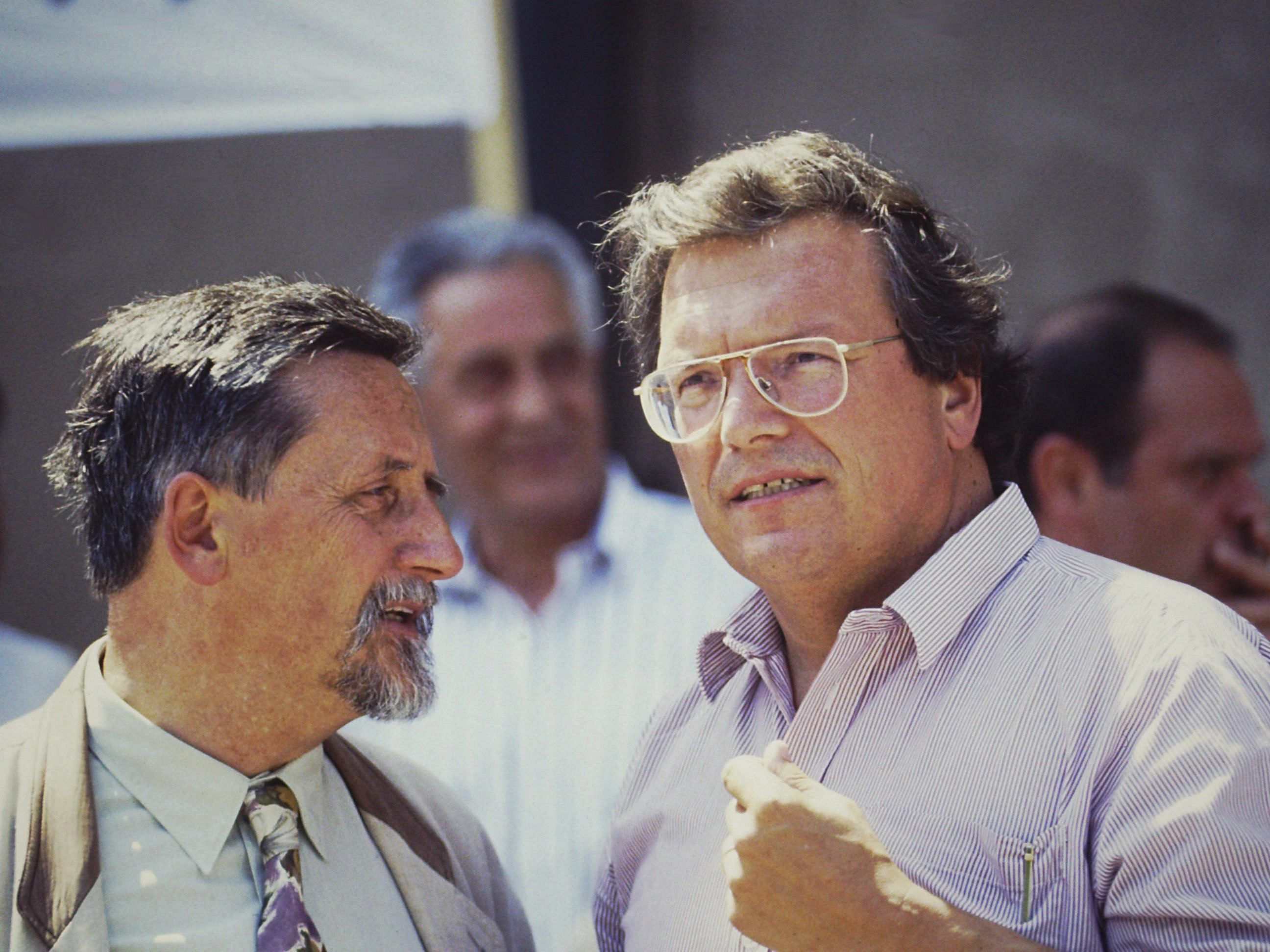
Hubert Weiger mit seinem Vorgänger Hubert Weinzierl, 1994

Hubert Weiger (* 21. April 1947 in Kaufbeuren) ist ein deutscher Naturschützer. Er war zwischen Dezember 2007 und November 2019 Vorsitzender des Bunds für Umwelt und Naturschutz Deutschland (BUND) sowie zwischen 2002 und April 2018 auch Vorsitzender des BUND Naturschutz in Bayern.

## Leben
Weiger legte das Abitur 1966 am Humanistischen Gymnasium in Günzburg ab. Von 1967 bis 1971 studierte er Forstwissenschaften an der Ludwig-Maximilians-Universität München und an der ETH Zürich mit einem Abschluss als Diplom-Forstwirt. 1976 legte er die Große Forstliche Staatsprüfung (Staatsexamen) ab. In seiner Dissertation mit dem Titel Experimentelle Untersuchungen in nordbayerischen Nadelwaldbeständen über den Wasserhaushalt und den Stickstoffaustrag nach Stickstoffdüngungen, mit der er 1986 an der Universität München mit summa cum laude promovierte, behandelte er forsthydrologische und bodenkundliche Auswirkung von Stickstoffeinträgen in Waldökosysteme.
Zwischen 1973 und 1992 war Hubert Weiger Beauftragter für Nordbayern des Bund Naturschutz in Bayern e. V. und danach bis 2002 Landesbeauftragter des Bund Naturschutz und verantwortlicher Leiter aller Fachreferate und Regionalreferate des Verbandes sowie Leiter der Landesfachgeschäftsstelle mit Sitz in Nürnberg. Im April 2002 wurde er als Nachfolger von Hubert Weinzierl zum 1. Vorsitzenden des Bundes Naturschutz in Bayern mit Sitz in Nürnberg gewählt. Nach Auseinandersetzungen zwischen Weinzierl und Weiger wurde in der Folge das Naturschutzzentrum Schloss Wiesenfelden von Weinzierl privat und nicht mehr durch das Bildungswerk des Bund Naturschutz betrieben. Das Amt des 1. Vorsitzenden des Bundes Naturschutz in Bayern gab er im April 2018 ab. Daraufhin wurde er zum Ehrenvorsitzenden des BUND Naturschutz in Bayern gewählt.
Weiger ist Gründungsmitglied des 1975 gegründeten „Bund für Umwelt und Naturschutz Deutschland e. V.“ (BUND). Zwischen 1975 und 2008 war er Mitglied des wissenschaftlichen Beirats des BUND und Sprecher des „Arbeitskreises Landwirtschaft“ des BUND. Zwischen Dezember 2007 und November 2019 war er Vorsitzender des Bundes für Umwelt und Naturschutz Deutschland. Seit November 2019 ist er Ehrenvorsitzender des BUND.
Von 2002 bis 2011 war Weiger zudem Vorstandsmitglied des AgrarBündnis e. V. und seit 2004 des „Zentrum Wald-Forst-Holz Weihenstephan e. V.“. Von 1989 bis 2024 war er Kuratoriumsmitglied der Stiftung Ökologie und Landbau. Seit 2004 ist Hubert Weiger Mitglied des Präsidiums der Stiftung Euronatur.
Zwischen 1976 und 2004 war er Sprecher des Naturschutzbeirates bei der Regierung von Mittelfranken. Von 1982 bis 2002 war er stellvertretendes Mitglied und von 2002 bis 2019 ordentliches Mitglied des Obersten Naturschutzbeirates beim Bayerischen Staatsministerium für Umwelt, Gesundheit und Verbraucherschutz. Dem Rundfunkrat des Bayerischen Rundfunks gehörte er von 2004 bis 2022 an. Von 2013 bis 2022 war Hubert Weiger Mitglied im Rat für Nachhaltige Entwicklung der Bundesregierung. Von Juni 2018 bis Februar 2019 war Hubert Weiger zudem Mitglied der Kommission für Wachstum, Strukturwandel und Beschäftigung der Bundesregierung (Kohlekommission). Hubert Weiger war darüber hinaus von 2002 bis 2022 Vertreter des Bund Naturschutz im Obersten Jagdbeirat des Bayerischen Staatsministeriums für Ernährung, Landwirtschaft und Forsten. 
Zwischen 1986 und 1993 wirkte Hubert Weiger als Lehrbeauftragter an der Universität-Gesamthochschule Kassel (GHK). 1990/91 war er Gastprofessor Naturschutz im Fachbereich Stadt- und Landschaftsplanung an der Gesamthochschule Kassel. Von 1994 bis 2024 war er Honorarprofessor an der Universität Kassel für Naturschutz und nachhaltige Landnutzung im Fachbereich Stadt-/Landschaftsplanung. Von 2002 bis 2011 war er Lehrbeauftragter für Naturschutzpolitik an der TU München, Fachbereich Forstwissenschaft und Ressourcenmanagement. 
1990 wurde Hubert Weiger Mitglied der Bayerischen Akademie Ländlicher Raum. Seit 2019 ist er Präsident der Deutschen Naturschutzakademie auf der Burg Lenzen. Er ist außerdem Mitglied im Beirat der Vereinigung Deutscher Wissenschaftler (VDW e. V.), deren Vorstand er seit 2023 angehört.

## Ehrungen und Auszeichnungen
- 1986: Paulaner Forschungspreis
- 2006: Bayerische Staatsmedaille für Verdienste um Umwelt und Gesundheit.[4]
- 2007: Goldenes Kleeblatt der Stadt Fürth
- 2009: Bayerische Verfassungsmedaille in Silber
- 2010: Bundesverdienstkreuz am Bande,[5]
- 2015: Ehrenmedaille des Bezirks Oberfranken
- 2017: Umweltpreis der Bundesstiftung Umwelt[6]
- Seit Dezember 2019 Ehrenvorsitzender des BUND[7] sowie des BUND Naturschutz in Bayern.[8]
- 2021: Wilhelm-Hoegner-Preis  der bayerischen SPD-Landtagsfraktion
- 2021: Bundesverdienstkreuz 1. Klasse
- 2024: Bayerische Staatsmedaille in Gold für Verdienste um den Wald

## Schriften
- als Herausgeber: Der Rhein-Main-Donau-Kanal, München 1983, ISBN 3-8162-0504-6
- Naturschutz und Erholung (1983), Forstwissenschaftliches Central-Blatt (FoWiCbl)
- Bodenverbrauch. Eine Schlüsselfrage der Umweltpolitik (1986), FoWiCbl
- Experimentelle Untersuchungen in nordbayerischen Nadelwaldbeständen über den Wasserhaushalt und den Stickstoffaustrag nach Stickstoffdüngungen, Forstliche Forschungsberichte München (Nr. 76), zugleich Dissertation, München 1986
- Landwirtschaft und Naturschutz (1990), FoWiCbl
- als Schriftleiter: Lebensraum oder Flächenreserve? Wieviel Brache braucht die Stadt? Tagungsbericht. Vorträge in Erlangen am 23./24. Juni 1995, Naturschutzforschung in Bayern (Nr. 1), Lauf an der Pegnitz 1996, ISBN 3-9805656-1-0
- als Schriftleiter: Schichten einer Landschaft. Die Hersbrucker Alb. Entstehung einer Kulturlandschaft, Bund Naturschutz Forschung (Nr. 2), Lauf an der Pegnitz 1996, ISBN 3-9805656-2-9
- Forderungen des Naturschutzes an die Forstwirtschaft, Kommission für Ökologie der Bayerischen Akademie der Wissenschaften 1997
- als Herausgeber zusammen mit Helga Willer: Naturschutz durch ökologischen Landbau, Ökologische Konzepte (95), Holm 1997, ISBN 3-930720-60-4
- als Herausgeber mit Olaf Zimmermann: Ohne Kultur keine Nachhaltigkeit: Wie der Kultur- und Naturbereich gemeinsam die UN-Nachhaltigkeitsziele voranbringen können. Mit einem Vorwort von Claudia Roth. Deutscher Kulturrat, Berlin 2023, ISBN 978-3-947308-40-8.